# Staatsbezoek van paus Benedictus XVI aan het Verenigd Koninkrijk

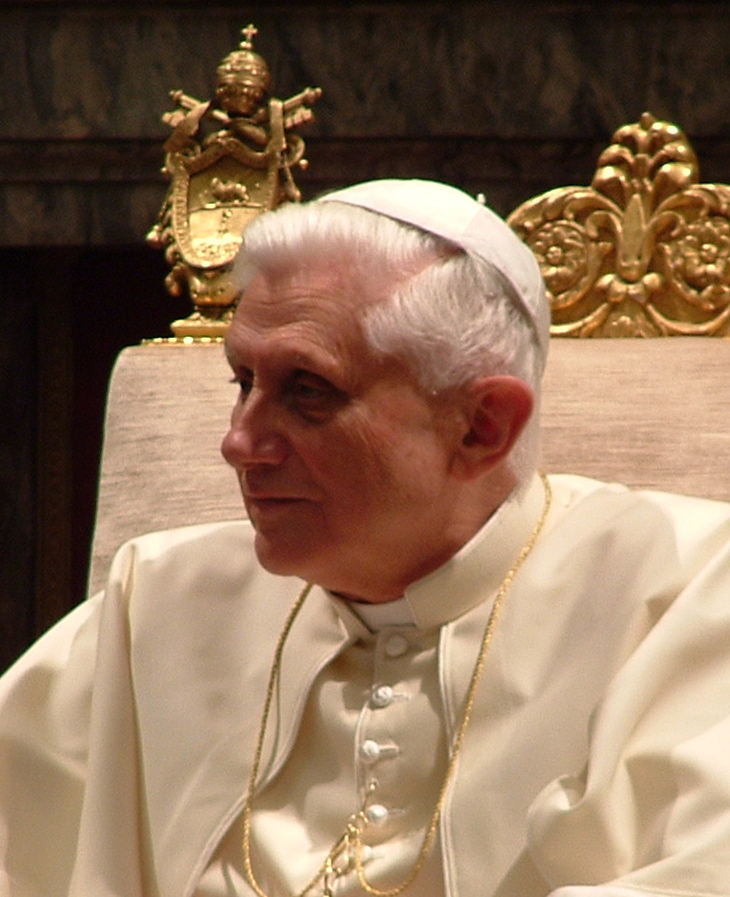
Paus Benedictus XVI

Paus Benedictus XVI bracht van 16 tot 19 september 2010 een staatsbezoek aan Groot-Brittannië. Het was het eerste officiële bezoek van een paus aan Groot-Brittannië in de geschiedenis. In 1982 bracht paus Johannes Paulus II wel een pastoraal bezoek. Het bezoek was een antwoord op de uitnodiging van koningin Elizabeth II en vond plaats bijna een jaar nadat de paus de apostolische constitutie Anglicanorum Coetibus (Groepen Anglicanen) had uitgevaardigd, waarin werd geregeld hoe anglicanen, met behoud van elementen van hun eigen spirituele traditie en liturgie, in personele ordinariaten kunnen terugkeren tot de Katholieke Kerk. Het pastorale deel van dit bezoek had als motto Cor ad Cor Loquitur (Het hart spreekt tot het hart), de wapenspreuk van kardinaal John Henry Newman, die de paus tijdens deze reis zou zaligverklaren.

## Verloop

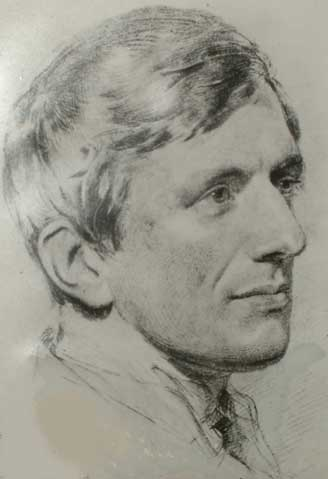
John Henry Newman werd op 19 september 2010 in Birmingham zalig verklaard

De paus startte zijn bezoek in de Schotse hoofdstad Edinburgh, waar hij op de luchthaven werd ontvangen door Prins Philip, Hertog van Edinburg en de aartsbisschoppen van Westminster (Vincent Nichols) en van St Andrews and Edinburgh (Keith Michael Patrick O'Brien). Op het Palace of Holyroodhouse ontmoette hij de koningin. Het was de eerste keer dat de Queen in Schotland officieel een staatshoofd ontving. Na de privé-audiëntie bij de koningin volgde een staatsreceptie, waarbij zowel de koningin als de paus het woord voerden. In de speech die de paus in Edinburgh gaf waarschuwde hij voor agressieve vormen van secularisme en herinnerde de Britse bevolking aan het nazisme, dat God uit de samenleving wou bannen en waartegen de Britten hebben gevochten. Hierna volgde een parade door Edinburgh waarnaar ongeveer 125.000 toeschouwers kwamen kijken. Na de parade volgde een lunch met aartsbisschop O'Brien, waarna de paus per auto naar Glasgow reisde om daar in Bellahouston Park de mis op te dragen. Voor aanvang van de mis traden Susan Boyle en Michelle McManus op.
De ochtend van de tweede dag stond in het teken van het katholiek onderwijs. Het ochtendprogramma werd gehouden in het  St Mary's University College in Twickenham. De paus sprak er met studenten, professoren en wijdde het nieuwe sportcentrum van het College (John Paul II Institute for Sport) in. Hierna had de paus, nog steeds in Twickenham, een ontmoeting met verschillende religieuze leiders. Opperrabbijn Jonathan Sacks noemde de ontmoeting met de paus later een openbaring: Soul touched soul across the boundaries of faith, and there was a blessed moment of healing. 's Middags had de paus een ontmoeting met de aartsbisschop van Canterbury, dr. Rowan Williams, in het aartsbisschoppelijk paleis in Canterbury. De paus zei hier onder meer dat hij - ondanks de moeilijkheden die er op het gebied van de oecumene zijn - ten diepste dankbaar is voor de vriendschap die in de loop der tijden gegroeid is tussen de Katholieke en de Anglicaanse Kerk. Hierna ontmoette de paus de burgerlijke autoriteiten in de Palace of Westminster. Onder zijn gehoor bevonden zich de premier van het Verenigd Koninkrijk, David Cameron en de oud-premiers Lady Thatcher, Sir John Major, Tony Blair en Gordon Brown alsmede de leden van het Lagerhuis en het House of Lords. Na deze ontmoeting gingen de paus en de aartsbisschop van Canterbury gezamenlijk voor in een gebedsdienst in Westminster Abbey.
Op zaterdagochtend ontving de paus eerst achtereenvolgens premier Cameron, vicepremier Nick Clegg en interim-oppositieleider Harriet Harman. Hierna ging de paus voor in de Heilige Mis in de Kathedraal van Westminster. Hier veroordeelde hij de misdaden die de plegers van seksueel misbruikt hadden begaan. Later ontmoette hij op de nuntiatuur een aantal slachtoffers van seksueel misbruik binnen de Kerk. Tegenover hen gaf de paus uiting aan het grote verdriet en de diepe schaamte, waarmee het misbruik hem vervulde. Aan het einde van de middag bezocht hij nog een verzorgingstehuis. Aan het begin van de avond ging de paus voor in gebed tijdens een avondwake in Hyde Park.
Tijdens een openluchtmis voor 55.000 mensen in Wimbledon Park in Birmingham heeft de paus, op de laatste dag van zijn bezoek, de 19e-eeuwse kardinaal John Henry Newman zalig verklaard.

## Protestacties

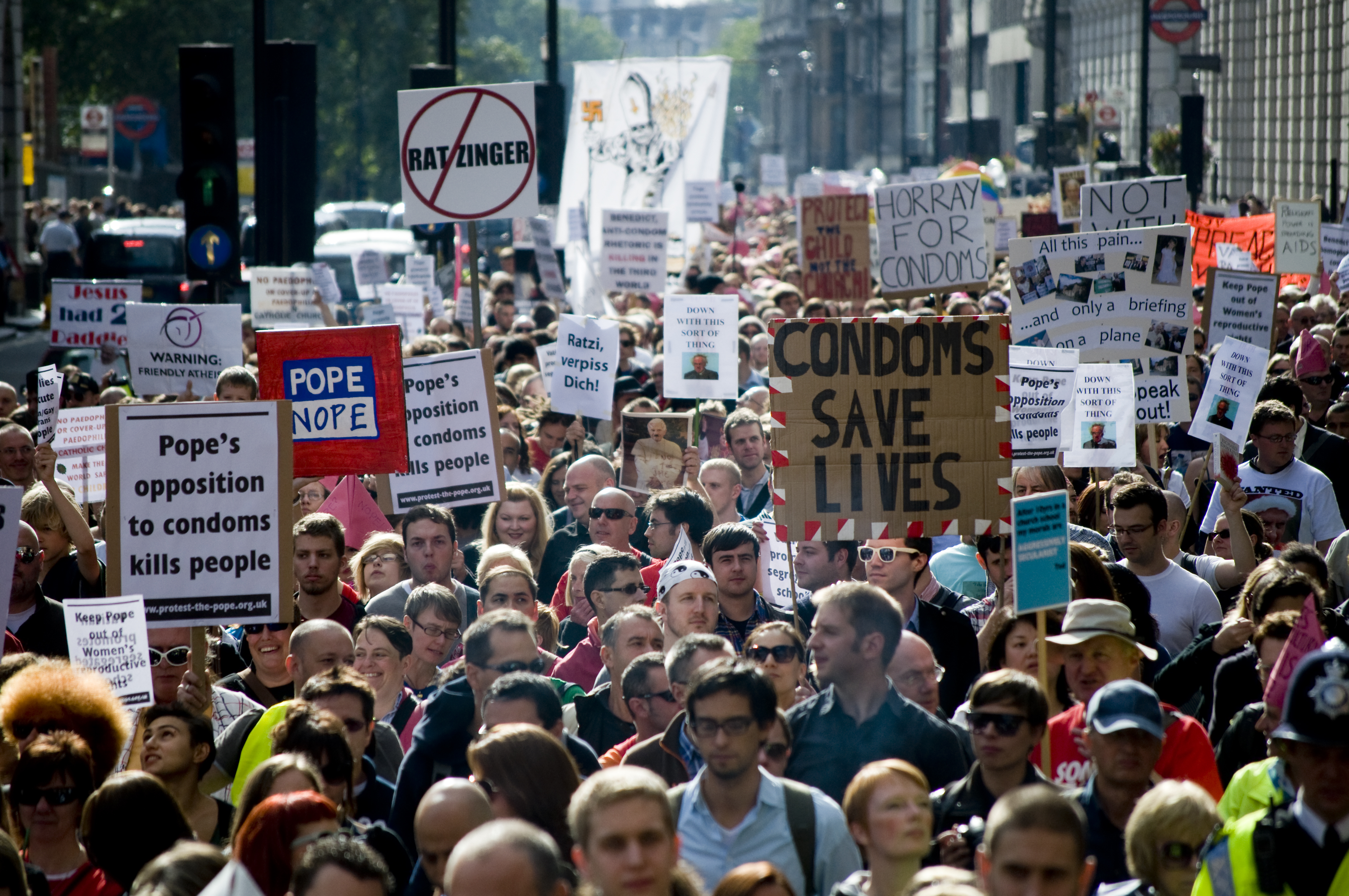
Demonstraties tegen het bezoek in Londen.

Vlak bij Hyde Park in Londen betoogden enkele duizenden mensen tegen het bezoek. Tot de betoging werd opgeroepen door een coalitie van verenigingen die hun ongenoegen uitten over gevallen van kindermisbruik en wat zij zien als discriminatie van vrouwen en homoseksuelen in de Kerk. Overigens sprak de paus tijdens zijn bezoek twee keer uitdrukkelijk zijn afkeuring en afschuw uit over het misbruik in de Kerk. Zo liet hij op de heenreis aan de meegereisde journalisten weten dat alle onthullingen daarover een grote schok voor hem waren geweest. Hij zei tevens het te betreuren dat de leiding van de Kerk zo inadequaat had gereageerd op het misbruik. In zijn preek tijdens de mis die hij opdroeg in de Kathedraal van Westminster zei hij onder meer:
Above all, I express my deep sorrow to the innocent victims of these unspeakable crimes, along with my hope that the power of Christ’s grace, his sacrifice of reconciliation, will bring deep healing and peace to their lives. I also acknowledge, with you, the shame and humiliation which all of us have suffered because of these sins; and I invite you to offer it to the Lord with trust that this chastisement will contribute to the healing of the victims, the purification of the Church and the renewal of her age-old commitment to the education and care of young people.

## Mogelijke aanslag
De Britse politie verijdelde op 17 september 2010 een mogelijke aanslag op paus Benedictus XVI. In Londen werden zes personen tussen 26 en 50 jaar oud gearresteerd, allen werknemers van een schoonmaakbedrijf. Ze werden een dag later weer vrijgelaten.